# Final do Torneio Rio-São Paulo de 1999
A Final do Torneio Rio-São Paulo de 1999 foi a decisão da 22° edição da competição organizada pelas federações paulista e carioca de futebol, FPF e FERJ. O título foi disputado entre o Club de Regatas Vasco da Gama e Santos Futebol Clube, em jogos de ida e volta. A equipe cruzmatina se sagrou campeã do torneio pela terceira vez, com 5–2 no placar agregado.
Na primeira partida, disputada em 29 de fevereiro no estádio do Maracanã, Rio de Janeiro, o Vasco da Gama venceu por 3 a 1 o Santos. Mauro Galvão, Juninho e Zezinho marcaram para os cariocas, enquanto Alessandro Cambalhota fez o gol alvinegro e houve ainda uma expulsão para cada lado, com Sandro e Nasa recebendo cartão vermelho. Já no jogo de volta, que ocorreu no dia 03 de março no estádio do Morumbi, em São Paulo, nova vitória cruzmatina, dessa vez pelo placar de 2 a 1, com gols de Zé Maria e Juninho Pernambucano, e Alessandro para os santistas.

## Caminho até a final
As oito equipes foram divididas em dois grupos com quatro, nos quais as duas melhores avançavam à fase semifinal. Os times se enfrentaram entre si em cada grupo, em turno e returno, e as fases mata-mata também seriam em jogos de ida e volta. Curiosamente, ambos os finalistas se encontraram no mesmo grupo na fase inicial.
Fase de grupos
| Equipe        | Pts | J | V | E | D | GP | GC | SG  |
| ------------- | --- | - | - | - | - | -- | -- | --- |
| Santos        | 10  | 6 | 3 | 1 | 2 | 13 | 8  | +5  |
| Vasco da Gama | 10  | 5 | 3 | 1 | 1 | 12 | 7  | +5  |
| Fluminense    | 6   | 5 | 2 | 0 | 3 | 10 | 10 | 0   |
| Palmeiras     | 6   | 6 | 2 | 0 | 4 | 7  | 17 | -10 |

|               | FLU | PAL | SAN | VAS |
| ------------- | --- | --- | --- | --- |
| Fluminense    | –   | 4–0 | 0–2 | NR  |
| Palmeiras     | 2–1 | –   | 3–2 | 1–5 |
| Santos        | 4–1 | 3–1 | –   | 0–0 |
| Vasco da Gama | 2–4 | 2–0 | 3–2 | –   |

Fase semifinal
| Adversário | Local | Placar |
| ---------- | ----- | ------ |
| São Paulo  | Casa  | 2–3    |
| São Paulo  | Fora  | 3–1    |

| Adversário | Local | Placar |
| ---------- | ----- | ------ |
| Botafogo   | Casa  | 1–0    |
| Botafogo   | Fora  | 2–0    |

## Os confrontos
Na partida de ida, realizada em São Januário, o Vasco saiu na frente já aos 16 do primeiro tempo, com cabeceio do capitão Mauro Galvão, após cruzamento em falta de Juninho. Logo em seguida, com 20 minutos, Alessandro empatou também de cabeça depois de levantamento em cobrança de falta de Ânderson. No segundo tempo, uma expulsão para cada lado: o zagueiro Sandro após falta dura em Ramon Menezes, e o volante Nasa por excesso de faltas, receberam o segundo cartão amarelo. Aos 20 minutos, Juninho Pernambucano marcou um golaço de falta para recolocar o cruzmatino na frente. Seis minutos depois, em contra-ataque iniciado por Mauro Galvão, Zezinho driblou o goleiro e fechou o 3–1 no placar.
No confronto de volta, no estádio do Morumbi, o lateral Zé Maria abriu o placar para o Vasco da Gama já nos acréscimos da primeira etapa, em cobrança de falta. Na volta do intervalo, logo aos 30 segundos, o Alessandro Cambalhota empatou a partida com um belo chute de fora da área, após jogada individual. Aos 29 minutos, Juninho Pernambucano tabelou com Luizão, invadiu a área e bateu forte no alto, para marcar o gol do tricampeonato do Torneio Rio-São Paulo.

## Detalhes

### Jogo de ida
| 28 de fevereiro de 1999 | Vasco da Gama                                           | 3 – 1     | Santos                      | Maracanã - Rio de Janeiro                                                                              |
| 18:30 (UTC−3)           | Mauro Galvão 15' · Juninho 66' · Nasa 68' · Zezinho 71' | Relatório | Alessandro 20' · Sandro 53' | Público: 81 421 pagantes 94 500 presentes Renda: R$ 695.500,00 Árbitro: Paulo César de Oliveira - FIFA |

| Vasco | Santos |

| GOL            | 1  | Carlos Germano |
| LD             | 2  | Zé Maria       |
| ZAG            | 3  | Odvan          |
| ZAG            | 4  | Mauro Galvão   |
| LE             | 6  | Felipe         |
| VOL            | 5  | Paulo Miranda  |
| VOL            | 11 | Nasa           |
| MEI            | 8  | Juninho        |
| MEI            | 10 | Ramon          |
| ATA            | 7  | Donizete       |
| ATA            | 9  | Luizão         |
| Substituições: |    |                |
| ATA            | 17 | Zezinho        |
| MEI            | 15 | Vágner         |
| ZAG            | 14 | Alex Pinho     |
| Técnico:       |    |                |
| Antônio Lopes  |    |                |

| GOL            | 1  | Zetti          |
| LD             | 4  | Ânderson Lima  |
| ZAG            | 2  | Argel Fuchs    |
| ZAG            | 6  | Sandro         |
| LE             | 3  | Gustavo Nery   |
| VOL            | 8  | Marcos Bazílio |
| VOL            | 5  | Claudiomiro    |
| MEI            | 10 | Jorginho       |
| ATA            | 11 | Caíco          |
| ATA            | 7  | Alessandro     |
| ATA            | 9  | Viola          |
| Substituições: |    |                |
| LD             | 14 | Michel         |
| VOL            | 15 | Élder          |
| ATA            | 18 | Rodrigão       |
| Técnico:       |    |                |
| Emerson Leão   |    |                |

### Jogo de volta
| 3 de março de 1999 | Santos         | 1 – 2     | Vasco da Gama                | Morumbi - São Paulo                                                                     |
| 21:30 (UTC−3)      | Alessandro 46' | Relatório | Zé Maria 45+1' · Juninho 74' | Público: 32 495 pagantes Renda: Não divulgada Árbitro: Cláudio Vinícius Cerdeira - FIFA |

| Santos | Vasco |

| GOL            | 1  | Zetti          |
| LD             | 4  | Ânderson Lima  |
| ZAG            | 2  | Argel Fuchs    |
| ZAG            | 6  | Sandro         |
| LE             | 3  | Gustavo Nery   |
| VOL            | 8  | Marcos Bazílio |
| VOL            | 5  | Claudiomiro    |
| MEI            | 10 | Jorginho       |
| ATA            | 11 | Caíco          |
| ATA            | 7  | Alessandro     |
| ATA            | 9  | Viola          |
| Substituições: |    |                |
| VOL            | 17 | Camanducaia    |
| LD             | 13 | Michel         |
| ATA            | 18 | Rodrigão       |
| Técnico:       |    |                |
| Emerson Leão   |    |                |

| GOL            | 1  | Carlos Germano |
| LD             | 2  | Zé Maria       |
| ZAG            | 3  | Odvan          |
| ZAG            | 4  | Mauro Galvão   |
| LE             | 6  | Felipe         |
| VOL            | 5  | Paulo Miranda  |
| VOL            | 11 | Nasa           |
| MEI            | 8  | Juninho        |
| MEI            | 10 | Ramon          |
| ATA            | 7  | Donizete       |
| ATA            | 9  | Luizão         |
| Substituições: |    |                |
| MEI            | 15 | Vágner         |
| ATA            | 17 | Zezinho        |
| ZAG            | 13 | Henrique       |
| Técnico:       |    |                |
| Antônio Lopes  |    |                |